# Primeiro-ministro do Barém
No Barém, o primeiro-ministro é o chefe de governo do país. De acordo com a Constituição do Barém, o primeiro-ministro é apontado diretamente pelo Rei, e não necessita de ser um membro eleito do Conselho dos Representantes.
Até hoje o Barém teve apenas dois primeiros-ministros desde a independência, sendo o primeiro Khalifa ibn Sulman al-Khalifa, tio do atual rei Hamad ibn Isa al-Khalifa.
| Nº | Primeiro-ministro                   | Primeiro-ministro | Início do mandato      | Fim do mandato         |
| -- | ----------------------------------- | ----------------- | ---------------------- | ---------------------- |
| 1  | Khalifa bin Salman al-Khalifa       |                   | 16 de dezembro de 1971 | 11 de novembro de 2020 |
| 2  | Salman bin Hamad bin Isa Al Khalifa |                   | 11 de novembro de 2020 | presente               |